# Казим (річка)
Казим (рос. Казым) — річка у Росії, права притока Обі, тече на півночі Ханти-Мансійського автономного округу.

## Фізіографія
Казим бере початок на висоті 136 м над рівнем моря у болоті на півночі від озера Казимтайлор, яке розташоване на північному боці Сибірських Увалів на півночі Західно-Сибірської низовини. Місце витоку знаходиться на східному краї Білоярського району Ханти-Мансійського автономного округу, біля кордону з Сургутським районом. Від витоку річка тече на північ, але вже через кілька кілометрів повертає на захід, утримуючи цей напрямок на всьому протязі. Казим тече удовж північного краю Сибірський Увалів по дуже заболоченій тайговій місцевості з безліччю озер; русло дуже звивисте, часто розгалужується на рукави. Впадає у правий, головний рукав Обі (Велика Об) між селищами Полноват і Ванзеват (біля колишнього поселення Сомутнел) на висоті лише 7 м над рівнем моря. Незадовго до злиття з Об'ю Казим повертає на північ і близько 40 км тече паралельно її основному руслу, з'єднуючись з ним численними протоками. Найпівденніша з цих проток зливається з Великою Об'ю у безпосередній близькості від Полновата. У низов'ях Казим утворює з Об'ю спільну заплаву, яка під час весняної повені затоплюється на багато кілометрів.
Найзначіші притоки: Амня і Лихма зліва, Сорум — справа.

## Гідрологія
Довжина річки 659 км, площа басейну 35 600 км². Середньорічний стік, виміряний за 417 км від гирла біля села Юїльськ у 1968—1993 роках, становить 77 м³/с. Багаторічний мінімум стоку спостерігається у березні (22 м³/с), максимум — у червні (191 м³/с). За період спостережень абсолютний мінімум місячного стоку (12,2 м³/с) спостерігався у квітні 1983 року, абсолютний максимум (442 м³/с) — у червні 1972.
Казим замерзає на початку листопада, у другій половині травня. Живлення переважно снігове.

## Інфраструктура
Казим судноплавний на 180 км від гирла до селища Верхньоказимський. В минулому судноплавний відрізок річки простягався на 250 км від гирла до села Помут (нині покинуте).
Казим та його басейн лежать повністю в межах Білоярського району Ханти-Мансійського АО. Поселення на річці: Нумто, Юїльськ, Верхньоказимський, Білоярський, неподалік від гирла — Полноват; райцентр Білоярський — єдине з них, що має статус міста.
Економічне освоєння басейну Казиму почалося у 1970-х роках після відкриття західносибірських родовищ нафти та природного газу. В багатьох місцях річку перетинають нафто- і газопроводи.
Регіон удовж Казиму — область традиційного розселення північної групи хантів.